# Валентин Кононен
Валентин Кононен (фін. Valentin Kononen; нар. 7 березня 1969) — фінський легкоатлет, який спеціалізувався на спортивній ходьбі.

## Спортивні досягнення
Двічі був 7-м в олімпійських зах́одах на 50 кілометрів (1992, 1996). Учасник олімпійського зах́оду на 50 кілометрів на Олімпіаді в Сіднеї (2000), де був знятий з дистанції за порушення правил ходьби.
Чемпіон світу зі спортивної ходьби на 50 кілометрів (1995). Срібний призер чемпіонату світу в цій дисципліні (1993). Фінішував 5-м (1991) та 9-м (1997) у ходьбі на 50 кілометрів на інших чемпіонатах світу. Учасник змагань ходоків на 50-кілометровій дистанції на чемпіонаті світу в Севільї (1999), де зійшов з дистанції.
Дворазовий бронзовий призер Кубків світу в особистому заліку з ходьби на 50 кілометрів (1995, 1997). Учасник змагань ходоків на 50-кілометровій дистанції на іншому Кубку світу (1999), де зійшов з дистанції.
Срібний призер чемпіонату Європи з ходьби на 50 кілометрів (1998). Був також 6-м (1990) та 7-м (1994) у цій дисципліні на інших чемпіонатах Європи.
Був двічі 9-м на Кубках Європи з ходьби на дистанціях 20 кілометрів (2000) та 50 кілометрів (1998).
Чемпіон Фінляндії з ходьби на 20 кілометрів (1991, 1992, 1994, 1995, 1997, 1999, 2000) та 50 кілометрів (1994). Чемпіон Фінляндії в приміщенні з ходьби на 5000 метрів (1995, 1998, 1999).